# Campeonato Mundial de Atletismo de 2009 - 1500 m masculino
A prova dos 1500 metros masculino do Campeonato Mundial de Atletismo de 2009 foi disputado nos dias 15 (eliminatórias), 17 (semifinais) e 19 de agosto (final), no Olympiastadion, em Berlim.

## Recordes
Antes desta competição, os recordes mundiais e do campeonato nesta prova eram os seguintes:
| Tipo                  | Atleta             | Tempo   | Local   | Data                 | Ref |
| --------------------- | ------------------ | ------- | ------- | -------------------- | --- |
|                       | Hicham El Guerrouj | 3:26.00 | Roma    | 14 de julho de 1998  | ver |
| Recorde do campeonato | Hicham El Guerrouj | 3:27.65 | Sevilha | 14 de agosto de 1999 | ver |

## Medalhistas
| Ouro                   | Prata                  | Bronze              |
| Yusuf Saad Kamel (BRN) | Deresse Mekonnen (ETH) | Bernard Lagat (USA) |

## Resultados

### Eliminatórias
Estes são os resultados das eliminatórias. Os 54 atletas inscritos foram divididos em quatro baterias, se classificando para as semifinais os cinco melhores de cada bateria (Q), mais os quatro melhores tempos no geral (q).
| Bateria 1 | Bateria 1                | Bateria 1   | Bateria 1       |
| Pos.      | Atleta                   | Tempo       | Notas           |
| --------- | ------------------------ | ----------- | --------------- |
| 1         | FRA Mehdi Baala          | 3:42.77 (Q) |                 |
| 2         | USA Leonel Manzano       | 3:42.87 (Q) |                 |
| 3         | MAR Abdalaati Iguider    | 3:42.88 (Q) |                 |
| 4         | AUS Jeffrey Riseley      | 3:43.03 (Q) |                 |
| 5         | BRN Belal Mansoor Ali    | 3:43.06 (Q) |                 |
| 6         | ESP Arturo Casado        | 3:43.21     |                 |
| 7         | ETH Mekonnen Gebremedhin | 3:43.22     |                 |
| 8         | ITA Christian Obrist     | 3:43.41     |                 |
| 9         | ERI Hais Welday          | 3:43.84     |                 |
| 10        | SRB Goran Nava           | 3:44.13     |                 |
| 11        | KSA Mohammed Shaween     | 3:49.03     |                 |
| 12        | MAW Chauncy Master       | 3:50.73     |                 |
| 13        | MTN Abdallahi Nanou      | 4:09.77     | Recorde pessoal |
|           | TOG Boampouguini Djigban | DNF         |                 |

| Bateria 2 | Bateria 2                    | Bateria 2   | Bateria 2            |
| Pos.      | Atleta                       | Tempo       | Notas                |
| --------- | ---------------------------- | ----------- | -------------------- |
| 1         | KEN Asbel Kipruto Kiprop     | 3:41.42 (Q) |                      |
| 2         | USA Bernard Lagat            | 3:41.60 (Q) |                      |
| 3         | ESP Juan Carlos Higuero      | 3:41.77 (Q) |                      |
| 4         | POR Rui Silva                | 3:41.98 (Q) |                      |
| 5         | RSA Peter van der Westhuizen | 3:42.33 (Q) |                      |
| 6         | ALG Anter Zerguelaine        | 3:42.37     |                      |
| 7         | IRL Thomas Chamney           | 3:42.54     |                      |
| 8         | GBR Thomas Lancashire        | 3:42.68     |                      |
| 9         | GER Carsten Schlangen        | 3:44.00     |                      |
| 10        | AUS Ryan Gregson             | 3:44.79     |                      |
| 11        | SUD Abdalla Abdelgadir       | 3:47.78     |                      |
| 12        | ECU Bayron Piedra            | 3:49.60     |                      |
| 13        | CAM Bunting Hem              | 4:08.64     | Recorde da temporada |
| 14        | GEQ Benjamín Enzema          | 4:13.17     | Recorde pessoal      |

| Bateria 3 | Bateria 3                   | Bateria 3   | Bateria 3       |
| Pos.      | Atleta                      | Tempo       | Notas           |
| --------- | --------------------------- | ----------- | --------------- |
| 1         | KEN Augustine Kiprono Choge | 3:44.73 (Q) |                 |
| 2         | MAR Amine Laâlou            | 3:44.75 (Q) |                 |
| 3         | USA Lopez Lomong            | 3:44.89 (Q) |                 |
| 4         | GBR Andrew Baddeley         | 3:45.23 (Q) |                 |
| 5         | ETH Henok Legesse           | 3:45.63 (Q) |                 |
| 6         | ALG Tarek Boukensa          | 3:45.65     |                 |
| 7         | BEL Kristof van Malderen    | 3:46.03     |                 |
| 8         | FRA Yoann Kowal             | 3:46.42     |                 |
| 9         | RSA Johan Cronje            | 3:46.45     |                 |
| 10        | AUS Jeremy Roff             | 3:47.08     |                 |
| 11        | QAT Mohamad Al-Garni        | 3:50.55     |                 |
| 12        | NCA Álvaro Vásquez          | 3:55.06     | Recorde pessoal |
| 13        | MON Antoine Berlin          | 4:27.52     |                 |

| Bateria 4 | Bateria 4             | Bateria 4   | Bateria 4            |
| Pos.      | Atleta                | Tempo       | Notas                |
| --------- | --------------------- | ----------- | -------------------- |
| 1         | ETH Deresse Mekonnen  | 3:37.04 (Q) |                      |
| 2         | KEN Haron Keitany     | 3:37.13 (Q) |                      |
| 3         | GBR James Brewer      | 3:37.17 (Q) | Recorde pessoal      |
| 4         | MAR Mohamed Moustaoui | 3:37.34 (Q) |                      |
| 5         | BRN Yusuf Saad Kamel  | 3:37.59 (Q) |                      |
| 6         | ESP Reyes Estévez     | 3:38.23 (q) | Recorde da temporada |
| 7         | CAN Nathan Brannen    | 3:38.35 (q) |                      |
| 8         | USA Dorian Ulrey      | 3:38.86 (q) |                      |
| 9         | ALG Taoufik Makhloufi | 3:40.04 (q) |                      |
| 10        | GER Stefan Eberhardt  | 3:40.05     |                      |
| 11        | FRA Mounir Yemmouni   | 3:42.06     |                      |
| 12        | EST Tiidrek Nurme     | 3:43.73     | Recorde da temporada |
| 13        | AND Víctor Martínez   | 4:02.10     | Recorde da temporada |

### Semifinais
Estes são os resultados das semifinais. Os 24 atletas classificados foram divididos em duas baterias, se classificando para a final os cinco melhores de cada bateria (Q), mais os dois melhores tempos no geral (q).
| Semifinal 1 | Semifinal 1                  | Semifinal 1 | Semifinal 1 |
| Pos.        | Atleta                       | Tempo       | Notas       |
| ----------- | ---------------------------- | ----------- | ----------- |
| 1           | MAR Amine Laâlou             | 3:36.68 (Q) |             |
| 2           | USA Lopez Lomong             | 3:36.75 (Q) |             |
| 3           | USA Bernard Lagat            | 3:36.86 (Q) |             |
| 4           | BRN Yusuf Saad Kamel         | 3:36.87 (Q) |             |
| 5           | FRA Mehdi Baala              | 3:37.07 (Q) |             |
| 6           | GBR James Brewer             | 3:37.27     |             |
| 7           | ESP Juan Carlos Higuero      | 3:37.33     |             |
| 8           | ETH Henok Legesse            | 3:37.79     |             |
| 9           | CAN Nathan Brannen           | 3:38.97     |             |
| 10          | RSA Peter van der Westhuizen | 3:40.00     |             |
| 11          | POR Rui Silva                | 3:41.30     |             |
|             | KEN Haron Keitany            | DNS         |             |

| Semifinal 2 | Semifinal 2                 | Semifinal 2 | Semifinal 2          |
| Pos.        | Atleta                      | Tempo       | Notas                |
| ----------- | --------------------------- | ----------- | -------------------- |
| 1           | KEN Asbel Kiprop            | 3:36.24 (Q) |                      |
| 2           | USA Leonel Manzano          | 3:36.29 (Q) |                      |
| 3           | KEN Augustine Kiprono Choge | 3:36.43 (Q) |                      |
| 4           | ETH Deresse Mekonnen        | 3:36.86 (Q) |                      |
| 5           | BRN Belal Mansoor Ali       | 3:36.87 (Q) |                      |
| 6           | MAR Mohamed Moustaoui       | 3:36.94 (q) |                      |
| 7           | MAR Abdalaati Iguider       | 3:37.19 (q) |                      |
| 8           | ESP Reyes Estévez           | 3:37.55     | Recorde da temporada |
| 9           | ALG Taoufik Makhloufi       | 3:37.87     |                      |
| 10          | AUS Jeffrey Riseley         | 3:38.00     |                      |
| 11          | GBR Andrew Baddeley         | 3:38.23     |                      |
| 12          | USA Dorian Ulrey            | 3:39.33     |                      |

### Final

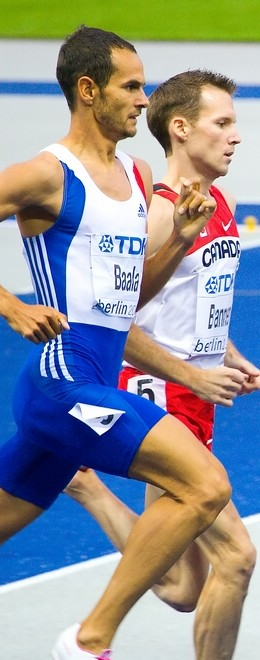
Mehdi Baala (em primeiro plano), sétimo colocado na final

Estes são os resultados da final:
| Pos.              | Atleta                      | Tempo   | Notas |
| ----------------- | --------------------------- | ------- | ----- |
| Medalha de ouro   | BRN Yusuf Saad Kamel        | 3:35.93 |       |
| Medalha de prata  | ETH Deresse Mekonnen        | 3:36.01 |       |
| Medalha de bronze | USA Bernard Lagat           | 3:36.20 |       |
| 4                 | KEN Asbel Kiprop            | 3:36.47 |       |
| 5                 | KEN Augustine Kiprono Choge | 3:36.53 |       |
| 6                 | MAR Mohamed Moustaoui       | 3:36.57 |       |
| 7                 | FRA Mehdi Baala             | 3:36.99 |       |
| 8                 | USA Lopez Lomong            | 3:37.62 |       |
| 9                 | BRN Belal Mansoor Ali       | 3:37.72 |       |
| 10                | MAR Amine Laalou            | 3:37.83 |       |
| 11                | MAR Abdalaati Iguider       | 3:38.35 |       |
| 12                | USA Leonel Manzano          | 3:40.05 |       |

Legenda
| Recorde mundial       | Recorde mundial (World record)               |                       | Recorde africano                      | Recorde africano (African) |                                           | Q | Classificado por posição (Qualified) |
| Recorde do campeonato | Recorde do campeonato (Championship record)  | Recorde da América    | Recorde da América (Americas)         | q                          | Classificado por melhor tempo (Qualified) |   |                                      |
| Melhor marca do ano   | Melhor marca do ano (World leading)          | Recorde asiático      | Recorde asiático (Asian)              | DNS                        | Não largou (Did not start)                |   |                                      |
| Recorde nacional      | Recorde nacional (National record)           | Recorde europeu       | Recorde europeu (European)            | DNF                        | Não terminou (Did not finish)             |   |                                      |
| Recorde pessoal       | Recorde pessoal do atleta (Personal best)    | Recorde da Oceania    | Recorde da Oceania (Oceania)          | DSQ / DQ                   | Desclassificado (Disqualified)            |   |                                      |
| Recorde da temporada  | Recorde da temporada do atleta (Season best) | Recorde sul-americano | Recorde sul-americano (South America) | NM                         | Sem marca (No mark)                       |   |                                      |